# Opéra de Cologne
L’opéra de Cologne (en allemand Oper Köln ou parfois Oper der Stadt Köln) fait référence à la fois au bâtiment qu'à la compagnie lyrique qui joue dans cet opéra à Cologne. Le bâtiment est commun avec celui du Schauspiel Köln.

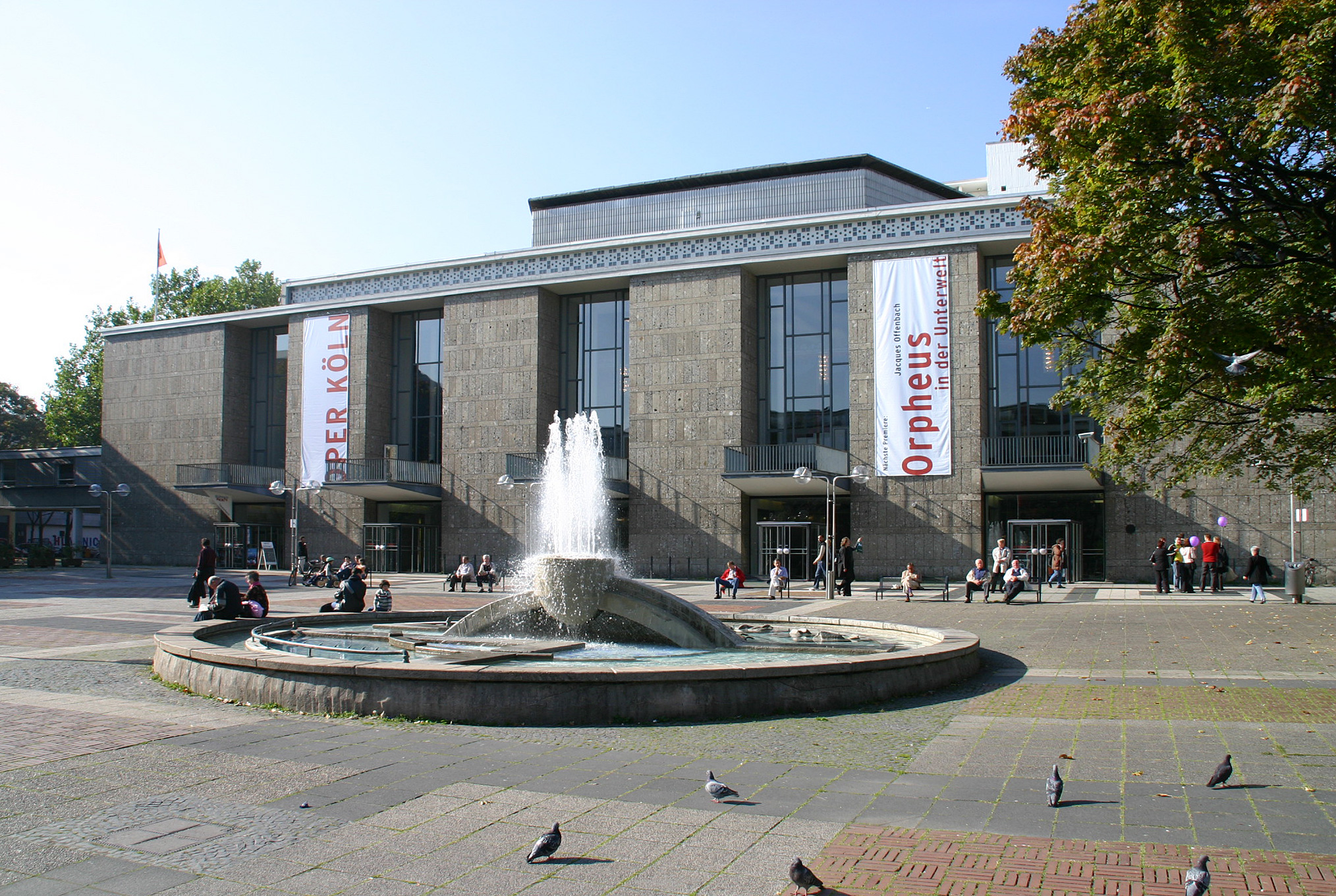
Façade du Cologne Opera (photographié en 2005). Le bâtiment a été dessiné par Wilhelm Riphahn et inauguré en 1957

## Premières mondiales

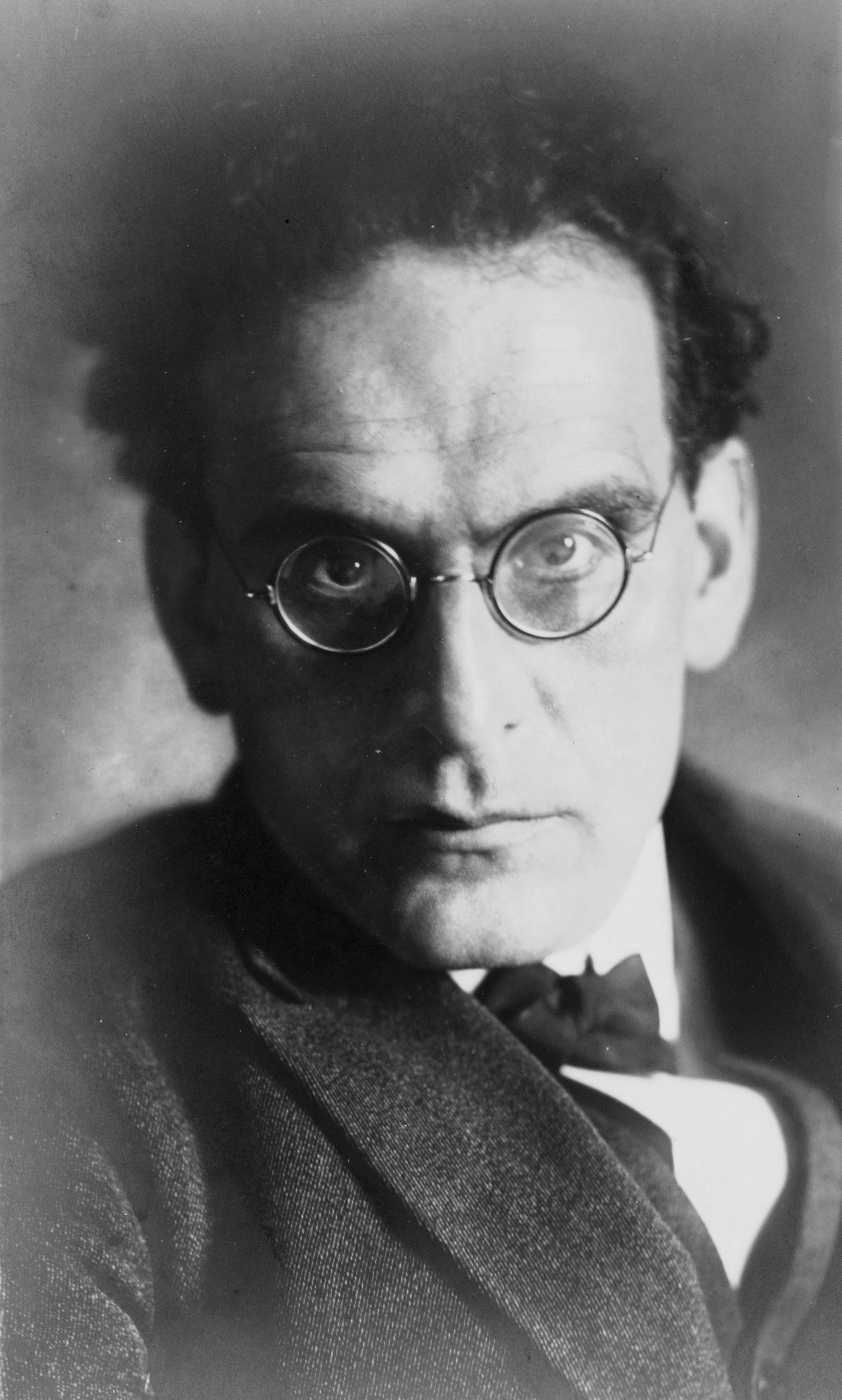
Otto Klemperer, Music Director of the Cologne Opera from 1917 to 1924

- Erich Korngold : Die tote Stadt (4 décembre 1920)
- Siegfried Wagner : Der Heidenkönig (16 décembre 1933)
- Wolfgang Fortner : Die Bluthochzeit (8 juin 1957)
- Nicolas Nabokov : Der Tod des Grigorij Rasputin (Rasputin's End) (27 novembre 1959)
- Bernd Alois Zimmermann : Die Soldaten (15 février 1965)
- Keith Jarrett : The Köln Concert (24 janvier 1975)
- Manfred Trojahn : Limonen aus Sizilien (22 mars 2003)

## Directeurs musicaux
Depuis l'ouverture officielle en 1904, les directeurs ont été :
- Otto Lohse (1904–1911)
- Gustav Brecher (1911–1916)
- Otto Klemperer (1917–1924)
- Eugen Szenkar (de) (1924–1933)
- Fritz Zaun (de) (1929–1939)
- Günter Wand (1945–1948)
- Richard Kraus (1948–1955)
- Otto Ackermann (1955–1958)
- Wolfgang Sawallisch (1960–1963)
- Siegfried Köhler (1964)
- István Kertész (1964–1973)
- John Pritchard (1973–1988)
- James Conlon (1991–2004)
- Markus Stenz (2002–2014)
- François-Xavier Roth (2015- )[1]

## Autres: musiciens, chanteurs
- Aušrinė Stundytė
- Grete Forst, soprano

## Sources
- Jennifer Abramsohn, "Viewers wait for curtain to rise on scandal-plagued Cologne opera", Deutsche Welle, 6 mai 2009
- Melania Bucciarelli, Norbert Dubowy et Reinhard Strohm, Italian opera in Central Europe, Volume 1, BWV Verlag, 2006.  (ISBN 3830503814)
- Guy A. Marco, Opera: A research and information guide, Routledge, 2001.  (ISBN 0815335164)